# Tessennano
Tessennano település Olaszországban, Viterbo megyében. Lakosainak száma 284 fő (2023. január 1.). Tessennano Arlena di Castro, Canino, Cellere, Tuscania és Piansano községekkel határos.

## Népesség
A település népessége az elmúlt években az alábbi módon változott:
| Lakosok száma | 339  | 327  | 284  |
|               | 2017 | 2018 | 2023 |